# Helmut Neunzert

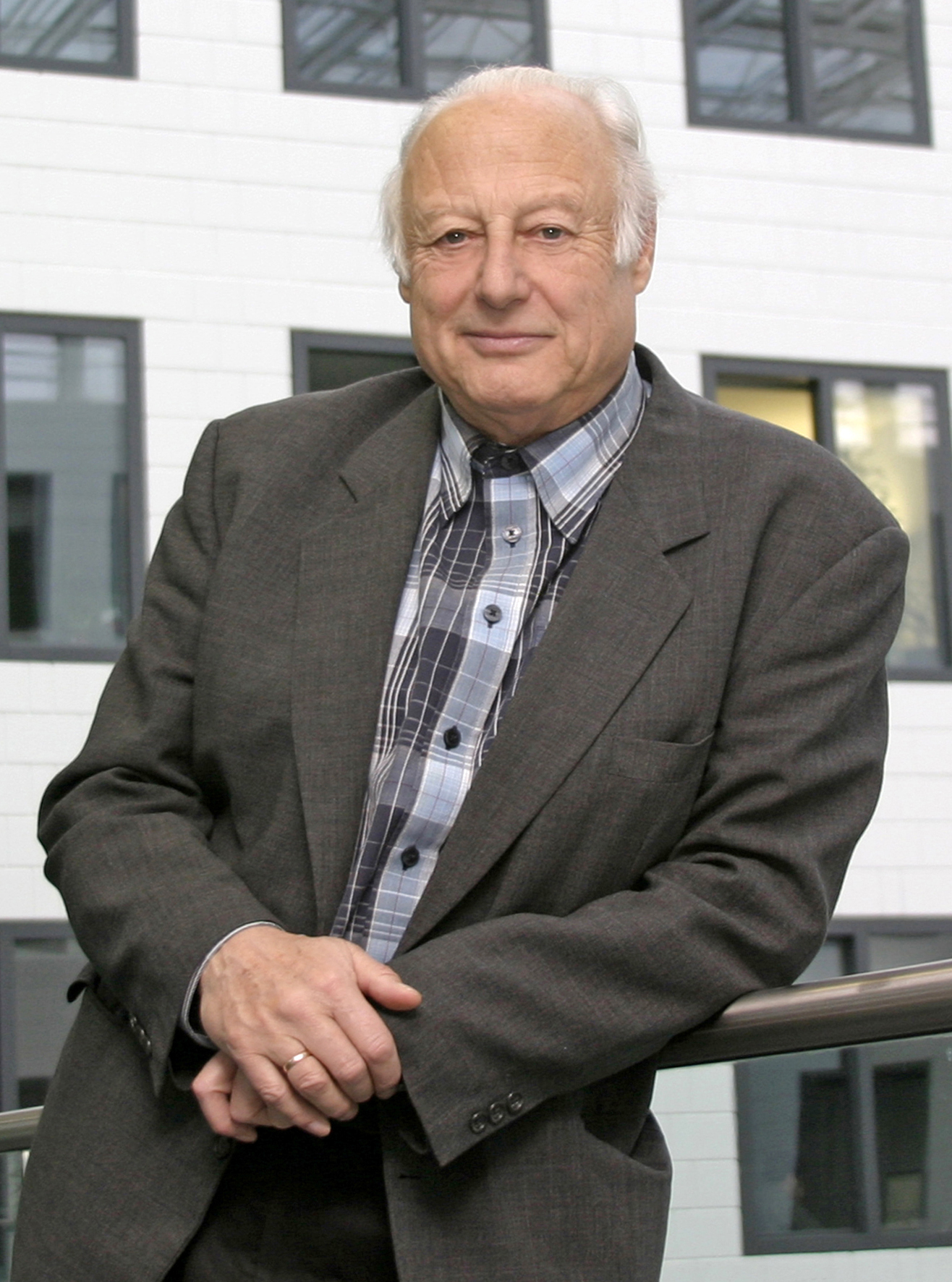
Helmut Neunzert (2010)

Helmut Neunzert (* 2. August 1936 in München) ist ein deutscher Mathematiker, der sich mit angewandter Mathematik (Technomathematik) beschäftigt und vor allem am Aufbau der deutschen Industriemathematik mitwirkte.

## Leben
Neunzert studierte 1954 bis 1959 Mathematik und Physik (Lehramt) an der Ludwig-Maximilians-Universität München. Nach einem Referendariatsjahr in München-Pasing und Miesbach war er von 1960 bis 1972 am Forschungszentrum Jülich tätig, zeitweise als stellvertretender Leiter des Zentralinstituts für Angewandte Mathematik. Sein Themengebiet waren vor allem numerische Probleme in Kerntechnik und Plasmaphysik. 1965 promovierte er bei Claus Müller an der RWTH Aachen, wo er sich auch 1971 habilitierte und ab 1972 Professor für angewandte Mathematik war. Ab 1974 hatte er eine „Professur für die mathematischen Grundlagen von Physik und Technik“ der Universität Kaiserslautern inne. Dort blieb er trotz zweier Rufe von außen bis zu seiner Emeritierung 2004. 1996 wurde er Leiter des neugegründeten Instituts für Techno- und Wirtschaftsmathematik ITWM, das 2001 als erstes mathematisches Institut in die Fraunhofer-Gesellschaft aufgenommen wurde. Neunzert war an diesem Institut für internationale Beziehungen, insbesondere nach Schweden und Indien, verantwortlich. Er ist im Board des Fraunhofer-Chalmers Center in Göteborg. Neunzert ist verheiratet, hat 2 Söhne und 5 Enkel.

## Wirken
Bis etwa 1996 arbeitete Neunzert vor allem über Gleichungen der statistischen Mechanik wie z. B. die Vlasov- und die Boltzmanngleichung. Dabei wurden zunehmend numerische Methoden wichtig; so traten, angetrieben durch das europäische Raumfahrtprojekt HERMES, Partikelmethoden in den Vordergrund. Die meisten von Neunzerts 40 Doktoranden haben auf diesem Gebiet promoviert. Ab 1996 überwogen andere Themen der Industriemathematik, so z. B. Bildverarbeitung oder industrielle Strömungen. Neunzert bemühte sich sehr um die europäische Zusammenarbeit, war Mitbegründer des European Consortium for Mathematics in Industry (ECMI)  und des Fraunhofer-Chalmers-Center in Göteborg. Auch für Studenten und Mathematiker aus europäischen und nicht-europäischen Ländern engagierte er sich, z. B. im International Center for Theoretical Physics in Triest (Italien) und in Indien als einer der Gründer der Indian Society for Industrial and Applied Mathematics (ISIAM) und am IIT Madras in Chennai (Indien). Von 2008 bis 2012 war er einer der zwei Technologiebotschafter der Region Kaiserslautern. 2016 zog er sich nach Prien am Chiemsee zurück.

## Auszeichnungen
- 2022: Lebenswerkpreis des Bezirksverbands Pfalz
- 2011: Ehrenmedaille der TU Kaiserslautern
- 2009: SIAM Fellow[5]
- 2007: Ehrendoktor für Technologie der Chalmers Tekniska Hoegskola, Göteborg[6]
- 2006: Ehrenmitglied der Nepal Mathematical Society[7]
- 2005: Ehrenmitglied der Österreichischen Mathematischen Gesellschaft
- 2004: Ehrenmitglied des European Consortium for Mathematics in Industry (ECMI)
- 2004: Zakir Hussain Prize of the Indian Society of Industrial and Applied Mathematics (ISIAM)
- 2004: Fraunhofer Medaille
- 2003: Corresponding Fellow of the Royal Society of Edinburgh
- 2002: Akademiepreis des Landes Rheinland-Pfalz
- 2000: Verdienstorden des Landes Rheinland-Pfalz
- 1999: CICIAM Pioneer Prize, awarded by SIAM
- 1996: Preis für herausragende Leistungen in der internationalen Hochschulzusammenarbeit des Bundesministers für Bildung, Wissenschaft, Forschung und Technologie
- 1992: Ehrendoktor der technischen Wissenschaften der Universität Linz
- 1962: Invited Speaker auf dem Internationalen Mathematikerkongress in Stockholm (Über die Fortsetzung von Kontraktionen eines m-dimensionalen komplexen Vektorraumes).

## Veröffentlichungen
- mit Bernd Rosenberger: Schlüssel zur Mathematik, Econ Verlag 1992, 2. Auflage als Oh Gott Mathematik, Teubner 1997
- mit Siddiqi: Topics in Industrial Mathematics, Kluwer 2000
- mit A. Blickensdörfer-Ehlers, W. G. Eschmann, K. Schelkes: Analysis – ein Lehr- und Arbeitsbuch für Studienanfänger, 2 Bände, Springer 1980, 1981
- mit H. Babovsky, Thomas Beth, M. Schulz-Reese: Mathematische Methoden in der Systemtheorie: Fourieranalysis, Teubner 1987
- mit Renate Tobies, A. Abele-Brehm: Traumjob Mathematik, Berufswege von Frauen und Männern in der Mathematik, Birkhäuser, 2004
- mit Dieter Prätzel-Wolters (Hrsg.): Mathematik im Fraunhofer-Institut: Problemgetrieben – Modellbezogen – Lösungsorientiert. Springer 2015